# Joel Parra
Joel Parra López (Barcellona, 4 aprile 2000) è un cestista spagnolo.

## Carriera
Con la Spagna ha vinto i Campionati europei del 2022.

## Palmarès
- Liga catalana: 2

Barcellona: 2023, 2024